# Mario González (futbolista nacido en 1997)
Mario Antonio González Martínez (San Miguel, El Salvador, 20 de mayo de 1997) es un futbolista salvadoreño que juega como portero en el Alianza F. C. de la Primera División de El Salvador.se le conoce también por salir a media cancha en un partido y hacer  perder a la selección de El salvador 

## Selección nacional
Hizo su debut con la selección salvadoreña contra las Islas Vírgenes de los Estados Unidos el 6 de junio de 2021.

## Clubes
Actualizado al último partido jugado el 26 de mayo de 2025.
| Club Deportivo Luis Ángel Firpo · El Salvador | 1.ª                 | 2018-19             | 32  | (49)  | - | - | -  | -    | 32  | (49)  |
| Club Deportivo Luis Ángel Firpo · El Salvador | Total               | Total               | 32  | (49)  | 0 | 0 | 0  | 0    | 32  | (49)  |
| Santa Tecla Fútbol Club · El Salvador         | 1.ª                 | 2019-20             | 7   | (9)   | - | - | -  | -    | 7   | (9)   |
| Santa Tecla Fútbol Club · El Salvador         | Total               | Total               | 7   | (9)   | 0 | 0 | 0  | 0    | 7   | (9)   |
| Alianza Fútbol Club · El Salvador             | 1.ª                 | 2020-21             | 30  | (27)  | - | - | 1  | (1)  | 31  | (28)  |
| Alianza Fútbol Club · El Salvador             | 1.ª                 | 2021-22             | 40  | (32)  | - | - | -  | -    | 40  | (32)  |
| Alianza Fútbol Club · El Salvador             | 1.ª                 | 2022-23             | 32  | (25)  | - | - | 5  | (7)  | 37  | (32)  |
| Alianza Fútbol Club · El Salvador             | 1.ª                 | 2023-24             | 43  | (30)  | - | - | -  | -    | 43  | (30)  |
| Alianza Fútbol Club · El Salvador             | 1.ª                 | 2024-25             | 40  | (24)  | - | - | 4  | (6)  | 44  | (30)  |
| Alianza Fútbol Club · El Salvador             | 1.ª                 | 2025-26             |     |       |   |   |    |      |     |       |
| Alianza Fútbol Club · El Salvador             | Total               | Total               | 185 | (138) | 0 | 0 | 10 | (14) | 195 | (152) |
| Total en su carrera                           | Total en su carrera | Total en su carrera | 224 | (196) | 0 | 0 | 10 | (14) | 234 | (210) |
| (2) No incluye goles en partidos amistosos.   |                     |                     |     |       |   |   |    |      |     |       |

Segunda División de El Salvador/Reservas
| Club                            | País        | Año         |
| ------------------------------- | ----------- | ----------- |
| Club Deportivo Dragón           | El Salvador | 2011 - 2013 |
| C.D. Chagüite                   | El Salvador | 2014        |
| C.D. Los Andes                  | El Salvador | 2014        |
| Club Deportivo Luis Ángel Firpo | El Salvador | 2015 - 2017 |
| C.D. Los Andes                  | El Salvador | 2017 - 2018 |

### Selección nacional
| Selección                                      | Año                 | Partidos | Goles |
| ---------------------------------------------- | ------------------- | -------- | ----- |
| El Salvador Sub-20                             |                     |          |       |
| 2017                                           | 5                   | (11)     |       |
| El Salvador Sub-21                             |                     |          |       |
| 2018                                           | 3                   | (4)      |       |
| El Salvador Sub-23                             |                     |          |       |
| 2019                                           | 1                   | (5)      |       |
| 2021                                           | 2                   | (3)      |       |
| Total en su carrera                            | Total en su carrera | 11       | (23)  |
| El Salvador                                    |                     |          |       |
| 2021                                           | 19                  | (15)     |       |
| 2022                                           | 8                   | (8)      |       |
| 2023                                           | 6                   | (11)     |       |
| 2024                                           | 8                   | (10)     |       |
| Total en su carrera                            | Total en su carrera | 41       | (44)  |
| Estadísticas hasta el 15 de noviembre de 2024. |                     |          |       |

### Palmarés
| Club         | País        | Año           |
| ------------ | ----------- | ------------- |
| Alianza F.C. | El Salvador | Apertura 2020 |
| Alianza F.C. | El Salvador | Apertura 2021 |
| Alianza F.C. | El Salvador | Clausura 2022 |
| Alianza F.C. | El Salvador | Clausura 2024 |